# Namea salanitri
Namea salanitri là một loài nhện trong họ Nemesiidae.
Namea salanitri được miêu tả năm 1984 bởi Raven.